# Ortorektyfikacja

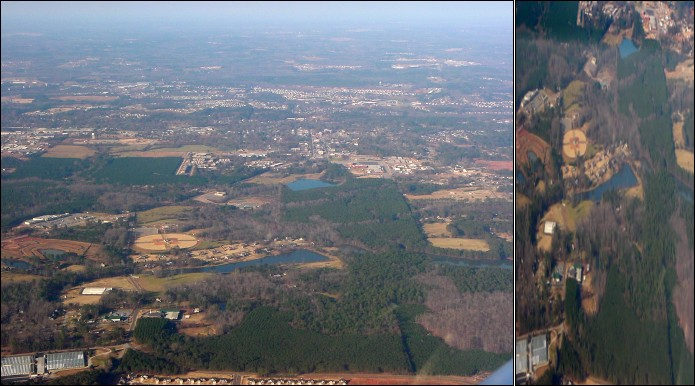
Z lewej - zdjęcie lotnicze. Z prawej zdjęcie to po ortorektyfikacji.

Ortorektyfikacja – proces przetworzenia obrazu fotogrametrycznego (zdjęcie lotnicze lub satelitarne) mający na celu usunięcie jego zniekształceń powodowanych różnicami wysokości powierzchni terenowej oraz nachyleniem zdjęcia.